# ルイ＝ジャン＝フランソワ・ラグルネ
ルイ＝ジャン＝フランソワ・ラグルネ（Louis-Jean-François Lagrenée、1725年1月21日 - 1805年6月19日）は、フランスの画家である。歴史画を描き、在ローマ・フランス・アカデミーの校長などを務めた。弟の画家、ジャン＝ジャック・ラグルネ(Jean-Jacques Lagrenée、通称: Lagrenée le jeune)と区別するため「Lagrenée l'aîné（年長のラグルネ）」とも呼ばれる。

## 略歴
パリで生まれた。後に国王の筆頭画家になる、シャルル＝アンドレ・ヴァン・ローの弟子になった。1744年から王立絵画彫刻アカデミーの学生になり、数年間ローマでも学び、1755年にフランスに戻った後、ルイ15世のもとで王立絵画彫刻アカデミーの会員となり、1758年に教授となった。
1760年にロシア皇帝エリザヴェータに招かれ、サンクトペテルブルクに移った。前年に亡くなったルイ＝ジョゼフ・ル・ロラン(Louis-Joseph Le Lorrain) が務めていた、ロシアの宮廷画家、サンクトペテルブルク美術アカデミーの校長の地位を引き継いだ。2年後パリに戻り、王立絵画彫刻アカデミーの教授の仕事に戻り、1763年に弟とローマに移った。1781年に在ローマ・フランス・アカデミーの校長に任命され1787年までその職を続けた。
フランス革命後、ナポレオンの帝政が始まった後、パリのエコール・デ・ボザールの副校長やルーブル美術館の学芸員に任じられた。1804年にレジオンドヌール勲章（シュバリエ）を受勲したが程なくして亡くなった。

## 作品

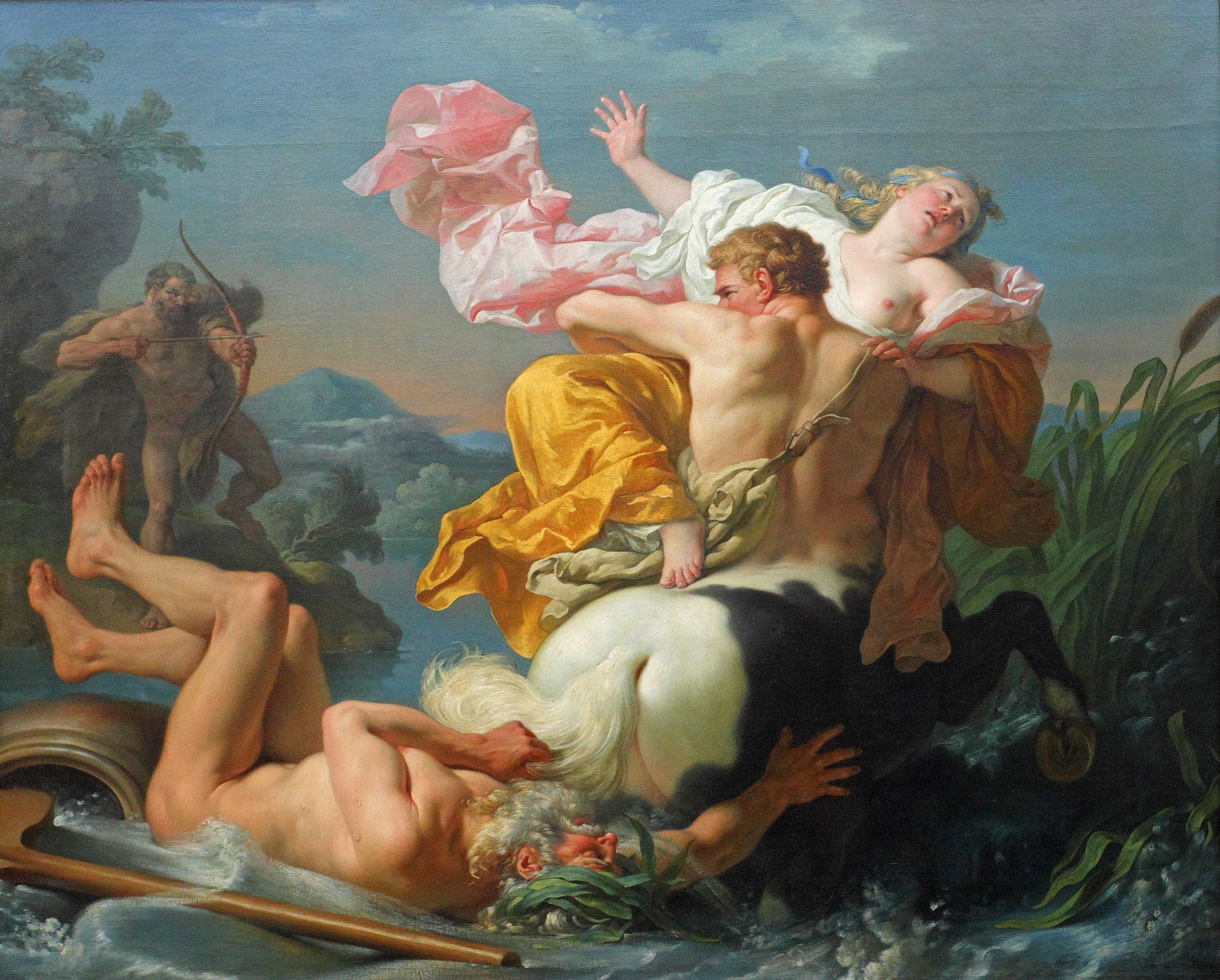
ネッソスによるデーイアネイラの襲撃 (1755)
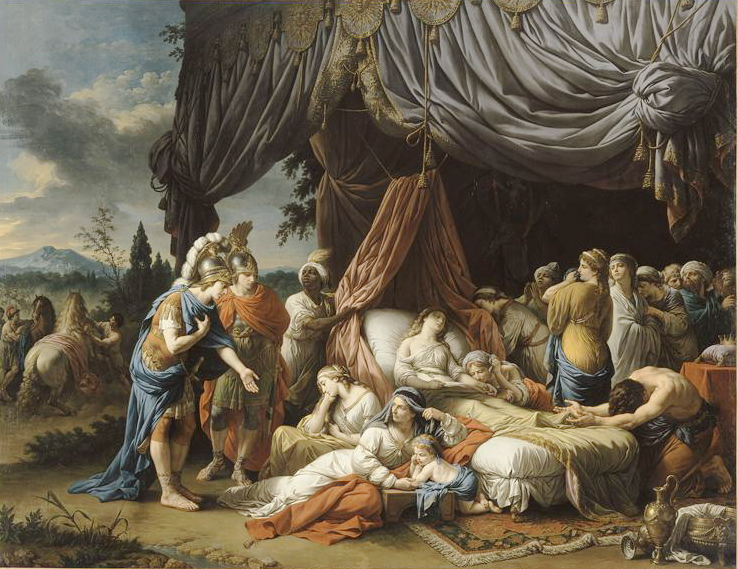
"La Mort de la femme de Darius" (1785)
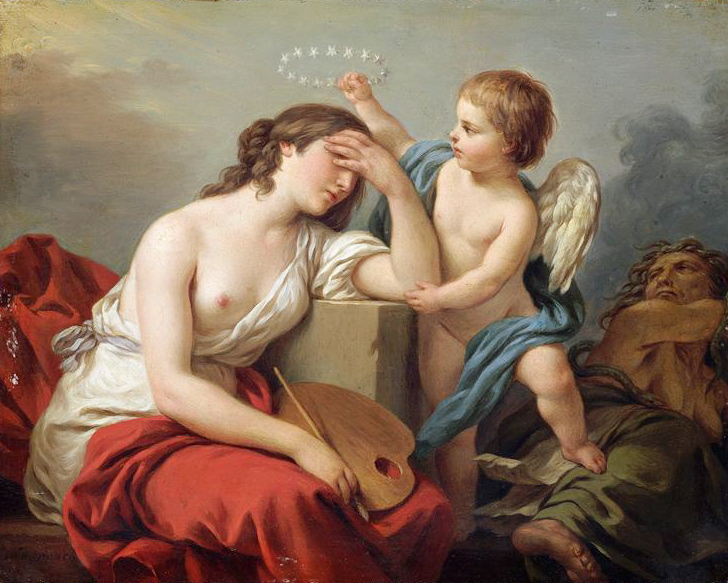
"L'Amour des Arts ...."

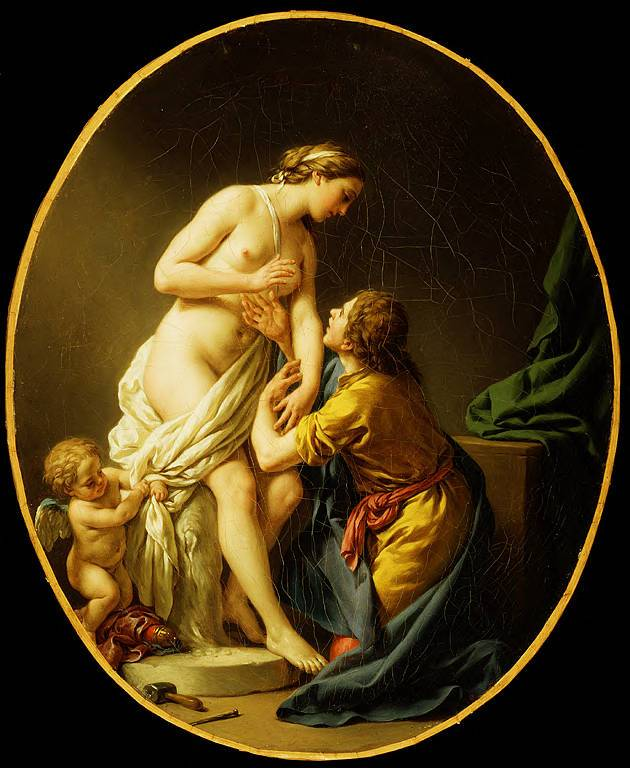
ピュグマリオーンとガラテイア(1781)
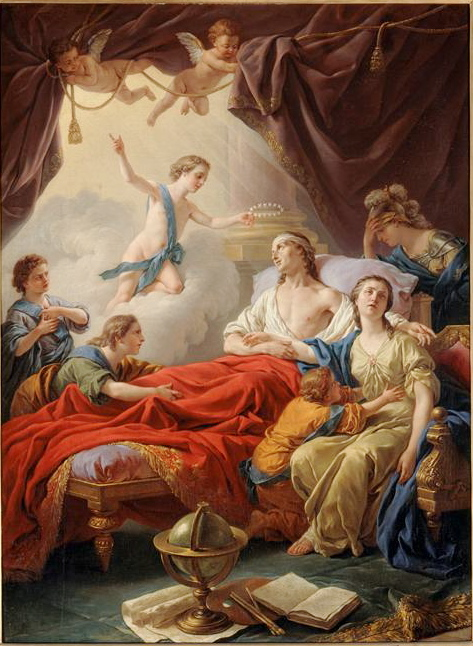
(1765)
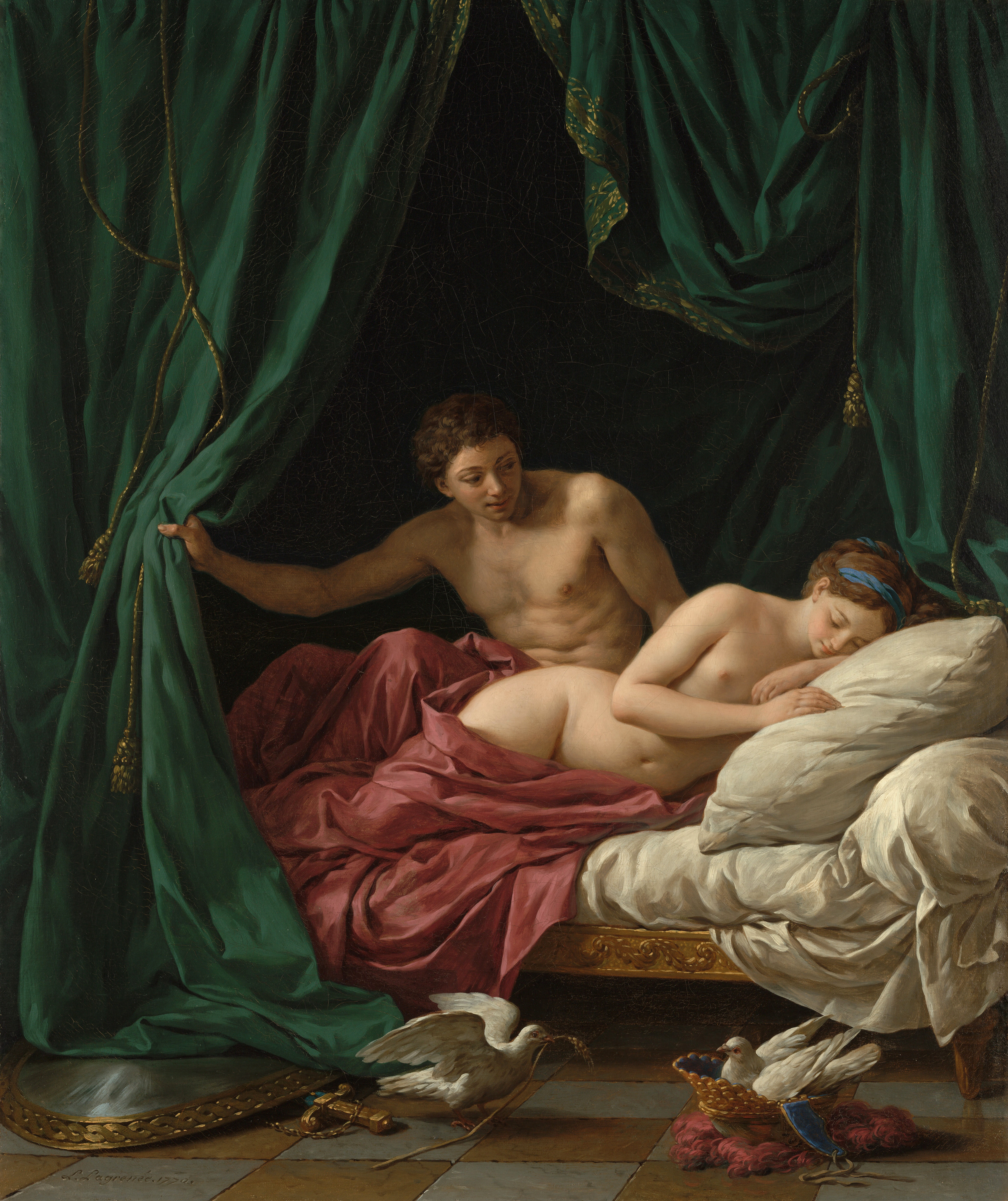
マールスとヴィーナス(1770)
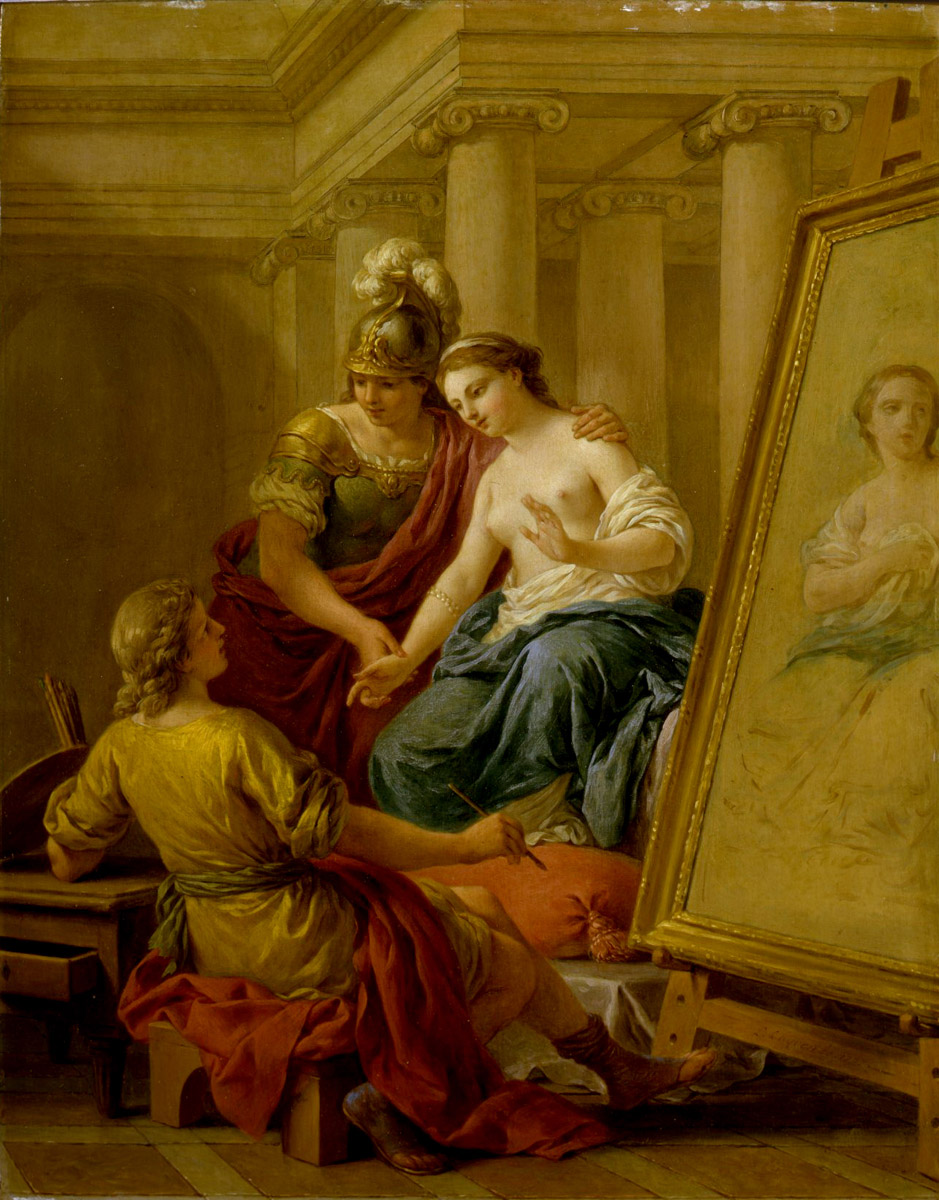
アレクサンドロス大王とカンパスペとアペレス (1772)